# Rudy Gobert
Rudy Gobert-Bourgarel, född 26 juni 1992 i Saint-Quentin, Frankrike, är en fransk professionell Basketspelare för Minnesota Timberwolves i amerikanska högstaligan i basket, National Basketball Association (NBA).